# El museo de arte junto al zoológico
El museo de arte junto al zoológico (미술관 옆 동물원) es una película surcoreana de 1998, escrita y dirigida por Lee Jeong-hyang .

## Trama
Licenciado del servicio militar, Cheolsu llega al departamento de su novia y lo encuentra habitado por otra mujer, Chun-hee. Luego de unos días, descubre que su novia ahora está comprometida con otro, y al no tener ningún otro lugar donde ir, termina quedándose con Chun-hee. Al principio, los dos luchan por llevarse bien, pero pronto Cheolsu descubre que está escribiendo un guion para participar en un concurso, y terminan trabajando juntos en una historia basada en sus propias vivencias de amor, titulándola "Museo de Arte junto al Zoológico".

## Elenco
- Shim Eun-ha ... Chun-hee
- Lee Sung Jae ... Cheolsu
- Ahn Sung Ki ... In-gong
- Song Seon-mi ... Da-hye

## Recepción
Art Museum by the Zoo se estrenó en Corea del Sur el 19 de diciembre de 1998, atrayendo a una impresionante cifra de 412.472 espectadores solo en Seúl, siendo la quinta película coreana más vendida de 1998.  
En 1999, Shim Eun-ha ganó el premio a Mejor Actriz en los Grand Bell Awards, y Lee Sung-jae arrasó en los premios a Mejor Actor Revelación en los Baeksang Arts Awards, los Chunsa Film Art Awards, los Grand Bell Awards y los Blue Dragon Film Awards .
La directora Lee Jeong-hyang fue elogiada por su dirección sofisticada y detallada, y la película ahora es considerada un clásico del cine coreano de los años 90. 